# Polo di Agrigento
Polo di Agrigento (in greco antico: Πῶλος?, Pôlos; Agrigento, V secolo a.C. – forse IV secolo a.C.) è stato un retore e filosofo siceliota.

## Biografia
Sofista della seconda generazione, allievo di Gorgia di Leontini, Polo ci è noto grazie a Platone, che lo cita in alcuni dialoghi in qualità di autore di trattati e manuali di retorica, a noi perduti. Nel Fedro, in particolare, viene forse citato il titolo di una delle sue opere, Museion logon (Museo dei discorsi), oltre a una Téchne Rhetoriké (Arte retorica) e un trattato sul bello stile, mentre dalla Suida apprendiamo che scrisse anche opere sulle navi greche e sulle stirpi dei soldati che combatterono a Troia.
La maggior parte delle informazioni in nostro possesso proviene però dal Gorgia, nel quale Polo accompagna il maestro durante un viaggio ad Atene e lo sostituisce nella discussione con Socrate, perché troppo affaticato dal discorso tenuto in precedenza. Di Polo viene qui evidenziata la professione di sofista e maestro di retorica, della quale tesse un elogio: in 448c, rispondendo a Cherefonte, egli afferma infatti che la retorica è «l'arte più bella di tutte», e proseguendo, arriva addirittura a dire che il retore nella polis ha il medesimo potere di un tiranno, poiché con i suoi discorsi è in grado di far uccidere o esiliare chiunque voglia. Secondo Polo, le cui affermazioni sono in linea con la posizione gorgiana, la retorica è un'arte pressoché onnipotente che, producendo persuasione nell'animo di chi ascolta, rende chi la pratica in grado di piegare al proprio volere le masse e guadagnare così il successo personale. Ciò si accompagna ad una certa spregiudicatezza politica (che nel seguito del dialogo troverà il suo apice nel discorso di Callicle), poiché il potere di cui gode permette al retore di guadagnare onori e ricchezze a spese dei più deboli, senza per questo dover sentire il peso morale delle ingiustizie commesse: che l'ingiusto sia felice, infatti, lo dimostra il caso del re Archelao I di Macedonia, che ottenne il trono grazie a macchinazioni e omicidi e che, sostiene Polo, non si pentì mai per i propri crimini.

## Edizioni
- (DE, GRC) Felix Jacoby, 7, in Die Fragmente der griechischen Historiker, Berlino, Weidmann, 1923-1958.